# 国府清山
国府 清山（こくふ せいざん、明治26年（1893年）6月2日 - 昭和11年（1936年）8月3日）は、日本画家。

## 人物
1893年、「北国府屋」の多三郎・千与の長男として岡山県総社南本町で生まれた。本名は宗一。
絵を描くのが好きだった宗一は、申義小学校（現、総社小学校）を卒業後、服部村深町（現、総社市深町）の中島雲哉の許へ入門し、南画の画法を学んだ。25歳の時に雲哉のすすめにより名古屋に出て矢吹璋雲の弟子となり、璋泉と号して8年にわたって修業する。
大正3年（1914年）に帰郷して、天童と号し画業に励んだ。大正6年（1917年）正恵と結婚、やがて清山と改号した。
大正末年頃、清山は松尾華作翁と語らい、近郷の同好者数十名を集めて「杉風社」を結成し、近くの宝満寺を借りて作画の指導にあたった。
昭和11年（1936年）8月3日、44歳で死去。翌年、杉風社の同人たちの手で「国府清山之碑」が宝満寺の南に建立された。

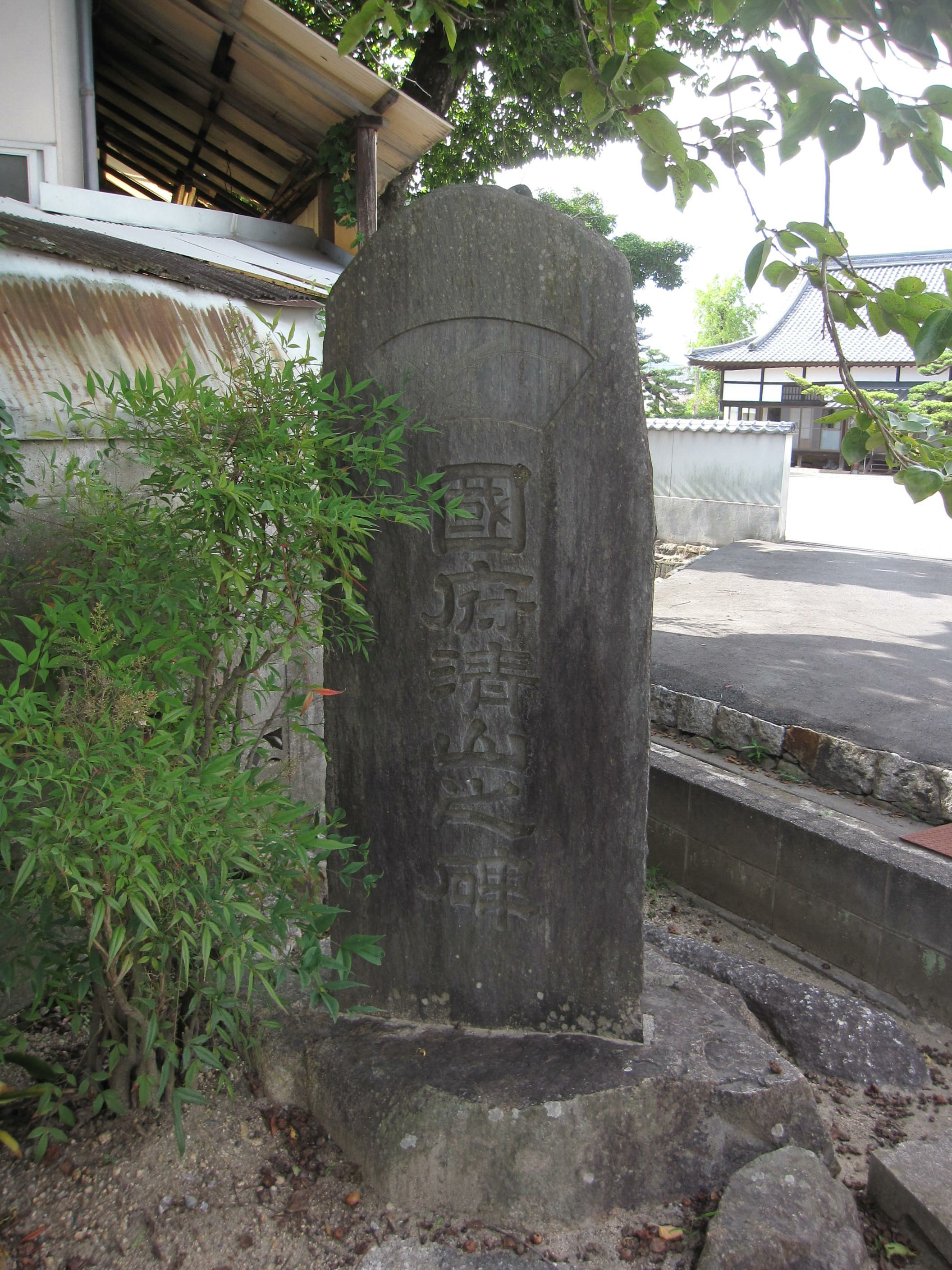
国府清山之碑　宝満寺

## 門下
- 野村清鳳
- 親清泉
- 小野剛三